# دینا مشرف
دینا مشرف(زاده ۱۰ مارس ۱۹۹۴) بازیکن تنیس روی میز اهل مصر است.
وی در مسابقات کشوری و بین‌المللی در مجموع برندهٔ ۱۴ مدال طلا، ۲ مدال نقره، ۶ مدال برنز شده‌است.